# Transcontinental Limited

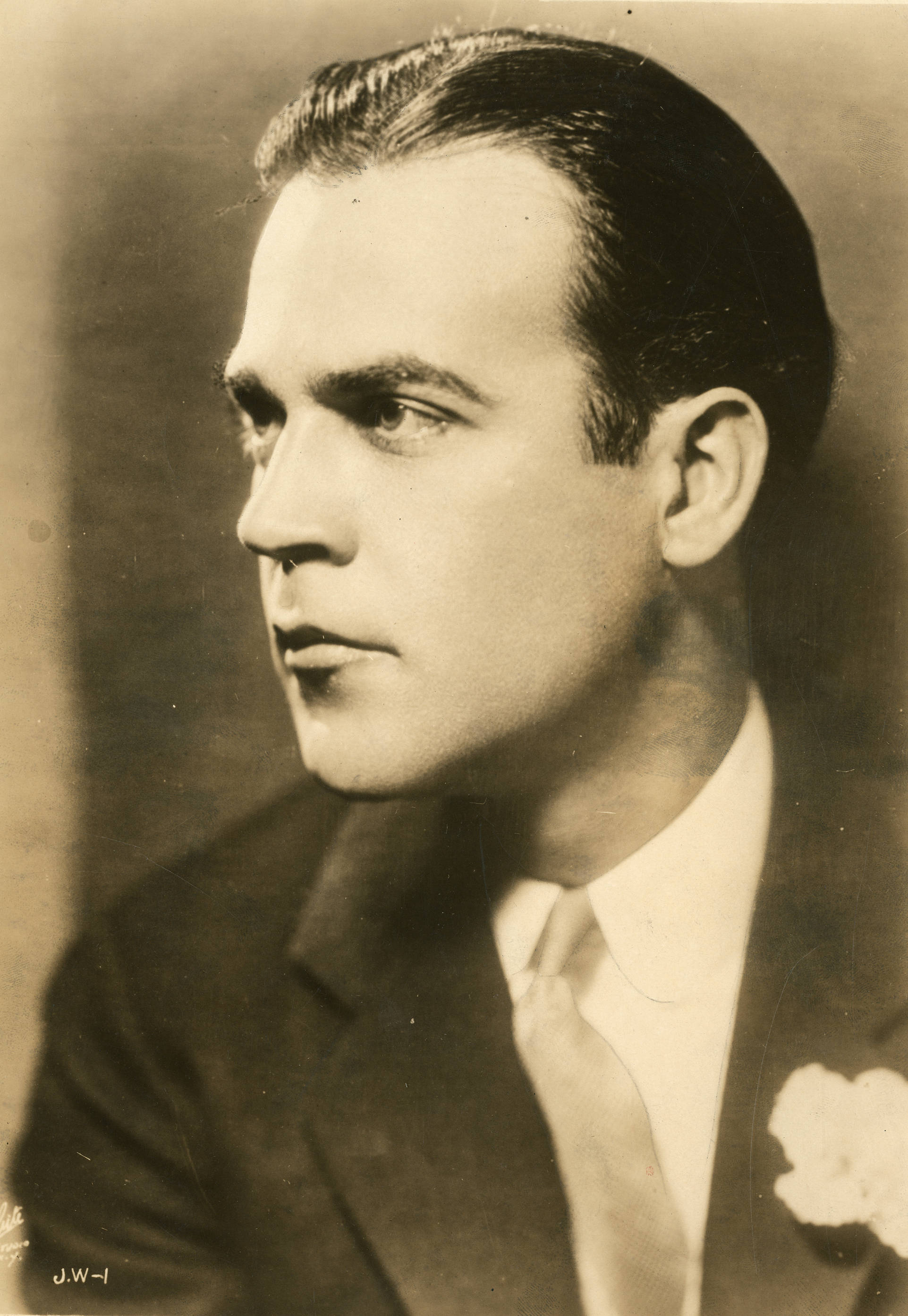
Retrat de Johnnie Walker de 1925

Transcontinental Limited és una pel·lícula muda dirigida per Nat Ross i protagonitzada per Johnnie Walker, Eugenia Gilbert i Alec B. Francis. La pel·lícula, de 6 bobines, es va estrenar el 15 de febrer de 1926.

## Argument
Johnnie Lane torna de les trinxeres de França de la Primera Guerra Mundial i descobreix que Joe Slavin ha estat cortejant Mary Reynolds, que esperava pacientment que Johnnie tornés a casa. Slavin, que és el fogoner del pare de Mary, maquinista a la companyia ferroviària Transcontinental Limited, sap que la vista de l'ancià Reynold és cada cop més feble i protegint-lo a la feina intenta que el vell forci a Mary a casar-se amb ell. Més tard es descobreix que cal fer una operació urgent a la mare de Mary i que el metge demana una quantitat exorbitant per l’operació. Dos dels companys de Johnnie, Pudge i Slim, de moralitat dubtosa aconsegueixen els diners extraient-los de la caixa forta del doctor. Slavin intenta culpar Johnnie del robatori però els dos amics retornen els diners a lloc invalidant qualsevol proba i Johnnie queda lliure de sospita. Johnnie s’enfronta a Slavin, salva a la Transcontinental Limited de la fallida i es casa amb Mary.

## Repartiment
- Johnnie Walker (Johnnie Lane)
- Eugenia Gilbert (Mary Reynolds)
- Alec B. Francis (Jerry Reynolds)
- Edith Murgatroyd (Sara Reynolds)
- Bruce Gordon (Joe Slavin)
- Edward Gillace (Slim)
- George Ovey (Pudge)
- Eric Mayne (Dr. Voija Pourtalis)
- James Hamel (Bob Harrison)